# Más adelante
Más adelante es el título del decimocuarto álbum de estudio de La Arrolladora Banda El Limón. Fue lanzado  por la compañía discográfica Disa Records el 24 de marzo de 2009. Este álbum se convirtió en su primer número uno en la lista Billboard Top Latin Albums.

## Lista de canciones
| N.º | Título                         | Escritor(es)           | Duración |  |
| 1.  | «La calabaza»                  | Jesús Omar Tarazón     | 3:22     |  |
| 2.  | «Colgada a mi cuello»          | Horacio Palencia       | 3:16     |  |
| 3.  | «Ya es muy tarde»              | Palencia               | 3:01     |  |
| 4.  | «Más adelante»                 | Isidro Chávez Espinoza | 3:32     |  |
| 5.  | «Carita de perdón»             | Isidro Chávez Espinoza | 3:04     |  |
| 6.  | «Mañana en tu olvido»          | Alberto Mercado        | 4:24     |  |
| 7.  | «El árbol de la horca»         | Paulino Vargas         | 3:17     |  |
| 8.  | «Mi error»                     | Tarazón                | 3:31     |  |
| 9.  | «Te estaré esperando»          | Palencia               | 4:04     |  |
| 10. | «Tu risa»                      | Ricardo Valenzuela     | 3:39     |  |
| 11. | «La balanza»                   | Teófilo Villa          | 2:52     |  |
| 12. | «Si yo te contara»             | Isidro Chávez Espinoza | 3:45     |  |
| 13. | «Como pez en el agua»          | Palencia               | 3:02     |  |
| 14. | «Sabor al caldo (Solo en USA)» | Tarazón                | 2:58     |  |
| 15. | «Como perro atropellado»       | Villa                  | 3:22     |  |

## Certificaciones
| País   | Organismo certificador | Certificación | Ventas certificadas | Ref   |
| ------ | ---------------------- | ------------- | ------------------- | ----- |
| México | AMPROFON               | Platino+Oro   | 90 000              | [ 1 ] |